# Gustav Souček
Gustav Souček (22. listopadu 1903 Obodř – 6. října 1979 Praha) byl český a československý odbojář, politik Komunistické strany Československa a poválečný poslanec Prozatímního a Ústavodárného Národního shromáždění a Národního shromáždění ČSR. Později působil v diplomatických službách.

## Biografie
Původně byl členem Československé sociálně demokratické strany dělnické. V roce 1921 přešel do nově vzniklé KSČ. Za Protektorátu se angažoval v komunistickém odboji a podílel se na budování ilegálních struktur KSČ na Mladoboleslavsku. Byl pověřen řízením ilegálního krajského výboru strany. Byl zatčen a vězněn v koncentračním táboru Buchenwald.
V letech 1945-1946 byl poslancem Prozatímního Národního shromáždění za KSČ. V parlamentu setrval až do parlamentních voleb v roce 1946, pak se stal poslancem Ústavodárného Národního shromáždění a po volbách do Národního shromáždění roku 1948 se stal poslancem Národního shromáždění ve volebním kraji Mladá Boleslav. Na postu poslance setrval do voleb do Národního shromáždění 1954.
Na XI. sjezdu KSČ a XII. sjezdu KSČ byl zvolen kandidátem Ústředního výboru KSČ. Později byl diplomatem. V letech 1951-1956 jako velvyslanec ČSR ve Francii. Působil rovněž jako velvyslanec ČSR v Berlíně, kde byl velvyslancem v NDR v letech 1961-1964.